# Sgiath Chùil
Sgiath Chùil är ett berg i Storbritannien.   Det ligger i kommunen Stirling och riksdelen Skottland, i den nordvästra delen av landet, 600 km nordväst om huvudstaden London. Toppen på Sgiath Chùil är 921 meter över havet, eller 313 meter över den omgivande terrängen. Bredden vid basen är 3,7 km.
Terrängen runt Sgiath Chùil är huvudsakligen kuperad.Runt Sgiath Chùil är det mycket glesbefolkat, med 4 invånare per kvadratkilometer. Närmaste större samhälle är Killin, 11,1 km öster om Sgiath Chùil. Omgivningarna runt Sgiath Chùil är i huvudsak ett öppet busklandskap.